# سالار کمانگر
سالار کمانگر (زادهٔ ۱۳۵۵ در تهران) از کارمندان شرکت گوگل و مدیرعامل سابق یوتیوب (۲۰۱۰–۲۰۱۴) است. او در این سمت جانشین چاد هورلی شد. او فارغ‌التحصیل رشته بیولوژی از دانشگاه استنفورد است

## زندگی‌نامه
سالار کمانگر متولد سال ۱۹۷۷ در تهران، در یک خانواده ایرانی–آمریکایی و فارغ‌التحصیل در رشته بیولوژی از دانشگاه استفورد آمریکا است. وی در ۲۲ سالگی به گوگل پیوست و بعد از ۷ سال به یکی از کارمندان کلیدی و اصلی این شرکت بزرگ تبدیل شد. یکی از مهم‌ترین موفقیت‌های وی ابداع سیستم تبلیغات گوگل یا همان ادوردز است که سهم عمده‌ای در پیشرفت و موفقیت وی و همچنین توسعه گوگل داشت.
کمانگر در مصاحبه‌ای که حدوداً ۴ سال پیش با مجله معروف بلومبرگ بیزنس‌ویک انجام داد دربارهٔ اینکه چه طور وی از علم پزشکی به فناوری اطلاعات روی آورده گفته: «اوایل که به مدرسه می‌رفتم، بسیار مشتاقانه خیال پزشک شدن را در سر می‌پروراندم، تا اینکه زمانی را به تماشای طبابت پزشکان اختصاص دادم. از آن به بعد بسیار مشتاق شدم که دانشمند شوم. بعدها وقتی دو هفته به صورت پاره‌وقت در گوگل مشغول شدم، فهمیدم که اعمالی که این کار من را با آنها درگیر می‌کند، به من انرژی می‌دهد. درسی که من آموختم این بود که تنها تصور و خیالی که از یک کار داریم کافی نیست و باید از اینکه یک حرفه به صورت روزانه هیجان و انگیزه لازم را فراهم می‌کند، مطمئن شویم.»
وی که پیش از این جوانترین مدیر گوگل بوده اکنون به سمت مدیرعاملی یکی از مهم‌ترین زیرمجموعه‌های گوگل یعنی یوتیوب رسیده‌است. کمانگر رمز موفقیت خود را شروع کار در سنین پایین و رسیدن به مرز تجربه کامل در جوانی و استخدام شدن در گوگل می‌داند. وی دربارهٔ گوگل می‌گوید: «گوگل جایی است که می‌توانند در آن متفاوت شوید و همیشه مورد توجه قرار گیرید.»
وی همچین به جوانان و کسانی که دوست دارند مثل وی شوند توصیه می‌کند که: بعد از فارغ‌التحصیل شدن در رشته خود؛ ذهنتان را مشغول بدست آوردن یک شغل و کار عالی نکنید. به سمت شغلی بروید که علاقه دارید و به آن جذب شوید و بعد از مدتی در آن شغل پیشرفت کرده و به مقام‌های بالای آن برسید. همان‌طور که وی برای این کار گوگل را برگزید و بعد از رسیدن به سمت معاون این شرکت اکنون در صدر یکی از مهم‌ترین زیرمجموعه‌های آن یعنی یوتیوب قرار دارد. اکنون کمانگر مدیریت پروژهٔ گوگل تی‌وی که تحت زیرمجموعه یوتیوب قرار گرفته نیز است.
سالار کمانگر به همراه امید کردستانی، پریسا تبریز، پدرام کیانی، ترانه رضوی، رضا بهفروز، مایک جزایری، شیرین اسکوئی، شمیم صمدی و مریم کامور یکی از ده مدیر بلندپایه ایرانی‌تبار شرکت گوگل است.